# Feliks Charlak
Feliks Charlak (Wiązowski, Szarlach; ur. 29 września 1906 w Warszawie, zm. 13 lutego 1949 tamże) – polski przemysłowiec, przedsiębiorca prywatny, prezes Stowarzyszenia Mechaników Lotniczych, żołnierz TAP i AK.
W konspiracji od listopada 1939 r. początkowo w Tajnej Armii Polskiej, następnie kierownik grupy informacyjnej w kontrwywiadzie „Muszkieterów”, od kwietnia 1942 r. w Armii Krajowej. Mianowany podporucznikiem czasu wojny w końcu 1943 r. Odznaczony Brązowym Krzyżem Zasługi z Mieczami (19 lutego 1944 r.) i Złotym Krzyżem Zasługi z Mieczami (25 lipca 1944 r.). We wniosku odznaczeniowym (bez daty, sporządzonym po lutym 1944 r.) napisano: „We własnym zakresie w toku 4-letniej pracy zorganizował aparat informacyjny z wszystkich możliwych instytucji, urzędów oraz ośrodków przemysłowych. Ma wartościowy nasłuch na »K« [komunę]. Stworzenie tego aparatu, obejmującego kilkuset agentów-informatorów, jest jego osobistą zasługą. Pracuje dobrze, nie poddaje się żadnym inspiracjom”. Po wojnie miał uczestniczyć w przygotowaniu ucieczki z kraju Stanisława Mikołajczyka w październiku 1947 r.  Prowadził sklep w Al. Jerozolimskich w Warszawie. Aresztowany 4 lutego 1949 r. (według innych źródeł już 27 stycznia) bez dopełnienia jakichkolwiek formalności. 9 lutego 1949 r. doznał zapaści, w wyniku której zmarł po czterech dniach (13 lutego) nie odzyskawszy przytomności w szpitalu więzienia przy ul. Rakowieckiej w Warszawie. Przyczyną zapaści było najprawdopodobniej brutalne pobicie cierpiącego na wiele poważnych schorzeń Wiązowskiego przez funkcjonariuszy V Departamentu MBP Jana Lubienieckiego i Mariana Steckiego. Sprawę nieudolnie (sprzeczności w aktach) upozorowano na samobójstwo.